# Большой Косколь (озеро, Фёдоровский район)
Большой Косколь (каз. Үлкен Қоскөл) — озеро в Фёдоровском районе Костанайской области Казахстана. Находится в западе села Новошумное.
По данным топографической съёмки 1943 года, площадь поверхности озера составляет 6,02 км². Наибольшая длина озера — 4,6 км, наибольшая ширина — 1,6 км. Длина береговой линии составляет 11,5 км, развитие береговой линии — 1,31. Озеро расположено на высоте 178 м над уровнем моря.
По данным обследования экспедицией ГГИ от 22-25 сентября 1956 года, площадь поверхности озера составляет 7,8 км². Максимальная глубина — 2,3 м, объём водной массы — 10 млн м³, общая площадь водосбора — 713 км².